# Președintele Africii de Sud
Președintele Africii de Sud este atât șeful statului, cât și șeful guvernului Republicii Africa de Sud. Acesta conduce ramura executivă a guvernului și este comandant suprem al Forțelor Naționale de Apărare ale țării. Între 1961 și 1994, șeful statului deținea titlul de președinte de stat, o funcție inițial ceremonială. În 1983, funcția de prim-ministru a fost desființată, iar președintele a preluat atribuții executive depline, devenind conducătorul efectiv al guvernului.
Președintele este ales de Adunarea Națională, camera inferioară a Parlamentului, și nu prin vot direct al cetățenilor. De obicei, acesta este liderul celui mai mare partid politic, o poziție ocupată de Congresul Național African (ANC) de la primele alegeri multirasiale din 27 aprilie 1994. Constituția limitează mandatul prezidențial la două mandate consecutive de câte cinci ani. Primul președinte ales conform noii Constituții a fost Nelson Mandela. În prezent, funcția este deținută de Cyril Ramaphosa, ales de Adunarea Națională la 15 februarie 2018, după demisia lui Jacob Zuma, care s-a confruntat cu acuzații de corupție și moțiuni de cenzură. La momentul alegerii, președintele trebuie să fie membru al Adunării Naționale, dar odată investit în funcție, își pierde mandatul de parlamentar pe durata președinției.
Constituția interimară, în vigoare între 1994 și 1996, a instituit un Guvern de Unitate Națională, care permitea unui membru al celui mai mare partid de opoziție să fie numit vicepreședinte. Astfel, alături de Thabo Mbeki, și ultimul președinte al apartheidului, F. W. de Klerk, a fost numit vicepreședinte, în calitate de lider al Partidului Național, al doilea cel mai mare partid din noul Parlament. De Klerk a demisionat ulterior și a trecut în opoziție împreună cu partidul său. În 1996, noua Constituție a eliminat obligativitatea unui guvern de coaliție. Deși această opțiune a rămas posibilă, Congresul Național African a dominat scena politică, iar din acel moment niciun politician din opoziție nu a mai fost numit vicepreședinte.
Președintele poate fi demis printr-o moțiune de cenzură, care necesită o majoritate simplă în Adunarea Națională și poate duce la organizarea de alegeri anticipate, sau printr-o procedură de destituire (impeachment), care implică o investigație oficială și necesită votul a două treimi din Parlament. În 2018, Jacob Zuma a fost aproape de a fi destituit, dar a demisionat înainte de vot.

## Originea funcției de președinte
De-a lungul istoriei Africii de Sud, funcția de președinte a evoluat în diferite forme, iar unele dintre caracteristicile sale actuale își au originile în structurile politice anterioare. În coloniile britanice Natal și Capul Bunei Speranțe, conducerea executivă era exercitată de guvernatori numiți de Coroana Britanică, care îndeplineau atât roluri administrative, cât și reprezentative. În contrast, republicile bure Transvaal și Statul Liber Orange erau conduse de președinți aleși, care dețineau atât autoritate legislativă, cât și executivă.
Conflictele pentru dominația regiunii au culminat cu Războaiele Bure (1880–1881; 1899–1902), determinat în mare parte de disputele privind resursele minerale și suveranitatea teritorială. Războaiele s-au încheiat prin Tratatul de la Vereeniging, semnat în 1902, care a dus la dizolvarea republicilor bure și la integrarea acestora în Imperiul Britanic. Acest proces de unificare a pregătit terenul pentru crearea Uniunii Africii de Sud la 31 mai 1910, prin fuziunea celor patru colonii britanice: Colonia Capului, Natal, Transvaal și Statul Liber Orange. Uniunea avea statutul de dominion britanic, ceea ce însemna că șeful statului era monarhul britanic, reprezentat pe plan local de un guvernator general, care deținea puteri executive semnificative.
În 1960, guvernul apartheidului a organizat un referendum cu privire la transformarea țării în republică, însă doar populația albă a avut drept de vot. Majoritatea s-a pronunțat în favoarea ruperii legăturilor constituționale cu Marea Britanie, iar la 31 mai 1961, Africa de Sud s-a proclamat republică. Noua funcție de președinte de stat a înlocuit poziția de guvernator general, însă inițial a avut un caracter strict ceremonial, fără prerogative executive.
Schimbarea majoră a survenit în 1984, odată cu adoptarea unei noi constituții care a transformat funcția prezidențială într-una executivă. Aceasta a eliminat postul de prim-ministru și a transferat toate atribuțiile executive președintelui de stat. În același timp, a fost introdus un sistem parlamentar tricameral, destinat populației albe, colorate și indiene, dar care a exclus complet majoritatea populației de culoare, menținând astfel structura rasistă a regimului.
În 1994, după ani de luptă pentru drepturile civile și negocieri intense între Congresul Național African și guvernul apartheidului, Africa de Sud a organizat primele alegeri democratice multirasiale. Acest moment nu a reprezentat doar o schimbare politică, ci sfârșitul oficial al unui sistem de opresiune instituționalizată. Funcția prezidențială, în forma sa actuală, a fost consacrată prin Constituția din 1996, care, în capitolul cinci, definește președintele drept atât șef al statului, cât și al guvernului, cu prerogative executive și legislative clar stabilite.

## Sistemul electoral
Africa de Sud are un sistem unic de alegere a președintelui, distinct atât de cel al fostelor colonii și dominionuri britanice care au adoptat o republică parlamentară, cât și de cel al țărilor care urmează sistemul Westminster. Spre deosebire de acestea, președintele Africii de Sud îndeplinește simultan funcțiile de șef al statului, șef al guvernului și comandant suprem al Forțelor Naționale de Apărare. Cu toate acestea, spre deosebire de sistemele prezidențiale clasice, el nu este ales prin vot direct de cetățeni, ci de Parlament, ceea ce îl face teoretic responsabil în fața acestuia, dar îi oferă și o influență considerabilă asupra procesului legislativ, în special în calitate de lider al partidului majoritar.
Alegerea președintelui are loc la prima ședință a Parlamentului după alegerile generale sau ori de câte ori funcția devine vacantă. Votul este exprimat de Adunarea Națională, camera inferioară a legislativului, dintre propriii săi membri, sub supravegherea președintelui Curții Constituționale, care asigură respectarea normelor democratice și imparțialitatea procesului. Odată ales, șeful statului își pierde automat mandatul de deputat și trebuie să depună jurământul în termen de cinci zile. În cazul vacantării funcției, președintele Curții Constituționale stabilește data noilor alegeri, care trebuie să aibă loc în cel mult 30 de zile.
Constituția Africii de Sud combină elemente ale sistemului parlamentar și ale celui prezidențial într-o manieră distinctivă, utilizată doar în câteva alte state, printre care Botswana. Între 1996 și 2003, Israel a experimentat un model hibrid invers, în care prim-ministrul era ales direct de cetățeni. Alte exemple similare includ Namibia, cu un sistem semi-prezidențial, și Germania, unde șeful statului este ales indirect de un colegiu format din parlamentari și reprezentanți ai landurilor federale.
Deși președintele este ales de Adunarea Națională, el exercită o influență majoră asupra activității legislative, având control asupra direcției politicilor guvernamentale, numirii miniștrilor și stabilirii priorităților naționale. Totuși, Constituția impune mecanisme democratice care limitează acumularea excesivă de putere, prevenind astfel instaurarea unui regim autoritar.
Șeful statului poate fi demis prin două proceduri constituționale principale. Prima este moțiunea de cenzură, prin care Adunarea Națională poate vota o moțiune de neîncredere. Dacă aceasta este adoptată cu majoritate simplă, președintele este obligat să demisioneze. A doua procedură este impeachment-ul, aplicabil în cazul unor încălcări grave ale Constituției, abuz de putere sau alte fapte serioase. Pentru ca destituirea să fie validată, este necesară o majoritate de două treimi în Adunarea Națională. Aceste mecanisme au fost testate în practică, cel mai recent în 2018, când Jacob Zuma a fost forțat să demisioneze în urma presiunilor politice și a riscului unei moțiuni de neîncredere.
Mandatul prezidențial este de cinci ani și poate fi reînnoit o singură dată. Această limitare, introdusă în 1994, are scopul de a preveni concentrarea puterii într-o singură persoană, așa cum s-a întâmplat în perioada apartheidului. În multe alte state africane, liderii politici au modificat constituțiile pentru a-și prelungi guvernarea pe termen nelimitat. De exemplu, în Zimbabwe, Uganda și Camerun, președinții au eliminat restricțiile privind numărul de mandate, ceea ce le-a permis să rămână la putere decenii întregi. În schimb, Africa de Sud a păstrat această limitare, consolidând astfel principiile democratice și împiedicând alunecarea spre un regim autoritar.

## Succesiunea
Conform capitolului cinci al Constituției, președintele Republicii Africa de Sud își poate exercita atribuțiile exclusiv pe teritoriul național. În situația în care se află în afaceri externe sau este temporar în incapacitatea de a-și îndeplini îndatoririle, acesta poate desemna un președinte interimar pentru a asigura continuitatea guvernării. Această prevedere este esențială pentru prevenirea oricărui vid de putere în timpul absenței șefului statului.
În cazul vacantării funcției prezidențiale, succesiunea urmează un proces bine definit de Constituție. Primul în ordinea succesiunii este vicepreședintele, care preia automat atribuțiile prezidențiale. Dacă funcția de vicepreședinte este vacantă sau titularul său nu poate îndeplini aceste atribuții, președintele în exercițiu poate desemna un ministru din Cabinet pentru a asigura interimatul. În absența unei astfel de desemnări, Cabinetul selectează un alt ministru pentru această responsabilitate. Dacă niciun membru al Cabinetului nu poate prelua funcția, președintele Adunării Naționale devine, în ultimă instanță, succesorul interimar.
Deși Constituția nu impune un termen strict pentru alegerea unui nou președinte în cazul vacantării definitive a funcției, practica politică dictează ca procesul să fie finalizat rapid pentru a menține stabilitatea guvernamentală. Un exemplu elocvent a fost tranziția din 2018, când, în urma demisiei președintelui Jacob Zuma, vicepreședintele Cyril Ramaphosa a fost ales de Parlament în mai puțin de 24 de ore, asigurând o succesiune fără discontinuități în conducerea statului.
Președintele Republicii Africa de Sud este șeful statului, șeful guvernului și comandantul suprem al Forțelor Naționale de Apărare. Drepturile, responsabilitățile și remunerația acestuia sunt stabilite în Capitolul V al Constituției Africii de Sud, precum și în amendamentele și legile adoptate ulterior de Parlament.
Puterea executivă a republicii este concentrată în mâinile președintelui, care are autoritatea de a numi oficiali în funcțiile prevăzute de Constituție, cele mai importante fiind miniștrii Cabinetului și judecătorii Curții Supreme de Apel și ai Curții Constituționale. Deși președintele numește judecătorii, aceștia își desfășoară activitatea în mod independent, iar selecția lor se face pe baza recomandărilor Comisiei pentru Serviciul Judiciar, consolidând astfel separația puterilor în stat.
Președintele joacă un rol central în procesul legislativ. Are puterea de a promulga sau respinge legi prin veto, însă dacă un proiect legislativ este retrimis Parlamentului și este adoptat din nou fără modificări, președintele este obligat să îl promulge. De asemenea, poate sesiza Curtea Constituțională pentru a verifica compatibilitatea unui proiect de lege cu Constituția înainte de a-l promulga. Președintele are și dreptul de a convoca Parlamentul în sesiune extraordinară și, în mod tradițional, rostește discursul privind Starea Națiunii la începutul fiecărei sesiuni parlamentare.
În calitate de comandant suprem al Forțelor Naționale de Apărare, președintele exercită o influență semnificativă asupra politicii externe și de securitate. Are autoritatea constituțională de a declara război și a încheia pace, de a negocia și semna tratate internaționale și alianțe, însă acestea trebuie ratificate de Parlament pentru a intra în vigoare. În unele cazuri, ratificarea poate necesita o majoritate specială. De asemenea, președintele numește și primește oficiali diplomatici, conferă distincții și onoruri și are puterea de a acorda grațieri.
Deși președintele deține puteri extinse, acestea sunt limitate de mecanisme constituționale care împiedică concentrarea excesivă a autorității. Parlamentul poate adopta o moțiune de cenzură care să conducă la înlăturarea sa din funcție sau poate iniția o procedură de impeachment în cazul unor încălcări grave ale Constituției. De asemenea, deși președintele nu poate legifera direct, acesta poate emite directive sau regulamente pentru aplicarea și implementarea legilor adoptate de Parlament. În plus, el influențează politica națională prin inițiative legislative, controlul asupra agendei guvernamentale și prin exercitarea autorității executive.

## Lista președinților Africii de Sud

### Președinte de Stat al Africii de Sud (1961–1994)
Denotează Președintele Senatului care acționează ca Președinte al Statului
| Nr. | Portret | Nume (Naștere–Deces)                        | Ales               | Mandat                                   | Mandat                                   | Mandat                                   | Partid politic       | Prim-ministru          |
| Nr. | Portret | Nume (Naștere–Deces)                        | Ales               | A preluat funcția                        | A părăsit funcția                        | Durata mandatului                        | Partid politic       | Prim-ministru          |
| --- | ------- | ------------------------------------------- | ------------------ | ---------------------------------------- | ---------------------------------------- | ---------------------------------------- | -------------------- | ---------------------- |
| 1   |         | Charles Robberts Swart⁠(d) (1894–1982)       | 1961⁠(d)            | 31 mai 1961                              | 1 iunie 1967 (a demisionat)              | 6 ani, 1 zi                              | Partidul Național⁠(d) | Verwoerd⁠(d) Vorster⁠(d) |
|     |         | Theophilus Ebenhaezer Dönges⁠(d) (1898–1968) | 1967⁠(d)            | Nu a preluat funcția din cauza unei boli | Nu a preluat funcția din cauza unei boli | Nu a preluat funcția din cauza unei boli | Partidul Național⁠(d) |                        |
| —   |         | Jozua François Naudé⁠(d) (1889–1969)         | —                  | 1 iunie 1967                             | 10 aprilie 1968                          | 314 zile                                 | Partidul Național⁠(d) | Vorster                |
| 2   |         | Jacobus Johannes Fouché⁠(d) (1898–1980)      | 1968⁠(d)            | 10 aprilie 1968                          | 9 aprilie 1975                           | 6 ani, 364 zile                          | Partidul Național⁠(d) | Vorster                |
| —   |         | Johannes de Klerk⁠(d) (1903–1979)            | —                  | 9 aprilie 1975                           | 19 aprilie 1975                          | 10 zile                                  | Partidul Național⁠(d) | Vorster                |
| 3   |         | Nicolaas Johannes Diederichs⁠(d) (1903–1978) | 1975⁠(d)            | 19 aprilie 1975                          | 21 august 1978 (a murit în funcție)      | 3 ani, 124 zile                          | Partidul Național⁠(d) | Vorster                |
| —   |         | Marais Viljoen⁠(d) (1915–2007)               | —                  | 21 august 1978                           | 10 octombrie 1978                        | 50 zile                                  | Partidul Național⁠(d) | Vorster Botha⁠(d)       |
| 4   |         | Balthazar Johannes Vorster⁠(d) (1915–1983)   | 1978⁠(d)            | 10 octombrie 1978                        | 4 iunie 1979 (demisie)                   | 237 zile                                 | Partidul Național⁠(d) | Botha                  |
| 5   |         | Marais Viljoen⁠(d) (1915–2007)               | —                  | 4 iunie 1979                             | 19 iunie 1979                            | 15 zile                                  | Partidul Național⁠(d) | Botha                  |
| 5   | 1979⁠(d) | Marais Viljoen⁠(d) (1915–2007)               | 19 iunie 1979      | 3 septembrie 1984                        | 5 ani, 76 zile                           |                                          | Partidul Național⁠(d) | Botha                  |
| 6   |         | Pieter Willem Botha⁠(d) (1916–2006)          | —                  | 3 septembrie 1984                        | 14 septembrie 1984                       | 11 zile                                  | Partidul Național⁠(d) |                        |
| 6   | 1984⁠(d) | Pieter Willem Botha⁠(d) (1916–2006)          | 14 septembrie 1984 | 14 august 1989 (a demisionat)            | 4 ani, 334 zile                          |                                          | Partidul Național⁠(d) |                        |
| —   |         | Jan Christiaan Heunis⁠(d) (1927–2006)        | —                  | 19 ianuarie 1989                         | 15 martie 1989                           | 55 zile                                  | Partidul Național⁠(d) |                        |
| 7   |         | Frederik Willem de Klerk (1936–2021)        | —                  | 14 august 1989                           | 20 septembrie 1989                       | 37 zile                                  | Partidul Național⁠(d) |                        |
| 7   | 1989⁠(d) | Frederik Willem de Klerk (1936–2021)        | 20 septembrie 1989 | 10 mai 1994                              | 5 ani, 56 zile                           |                                          | Partidul Național⁠(d) |                        |

### Președinte al Africii de Sud (după 1994)
Indică Președinte Interimar
| Nr. | Portret                 | Nume (Naștere–Deces)                 | Alegerea          | Mandat              | Mandat                            | Mandat            | Partid politic             |
| Nr. | Portret                 | Nume (Naștere–Deces)                 | Alegerea          | A intrat în funcție | A părăsit funcția                 | Durata mandatului | Partid politic             |
| --- | ----------------------- | ------------------------------------ | ----------------- | ------------------- | --------------------------------- | ----------------- | -------------------------- |
| 1   |                         | Nelson Mandela (1918–2013)           | 1994⁠(d)           | 10 mai 1994         | 14 iunie 1999                     | 5 ani, 35 zile    | Congresul Național African |
| 2   |                         | Thabo Mbeki (n. 1942)                | 1999⁠(d) 2004⁠(d)   | 14 iunie 1999       | 24 septembrie 2008 (a demisionat) | 9 ani, 102 zile   | Congresul Național African |
| —   |                         | Ivy Matsepe-Casaburri⁠(d) (1937–2009) | —                 | 25 septembrie 2008  | 25 septembrie 2008                | 14 ore            | Congresul Național African |
| 3   |                         | Kgalema Motlanthe (n. 1949)          | 2008⁠(d)           | 25 septembrie 2008  | 9 mai 2009                        | 226 zile          | Congresul Național African |
| 4   |                         | Jacob Zuma (n. 1942)                 | 2009⁠(d) 2014⁠(d)   | 9 mai 2009          | 14 februarie 2018 (a demisionat)  | 8 ani, 281 zile   | Congresul Național African |
| 5   |                         | Cyril Ramaphosa (n. 1952)            | —                 | 14 februarie 2018   | 15 februarie 2018                 | 1 zi              | Congresul Național African |
| 5   | 2018⁠(d) 2019⁠(d) 2024⁠(d) | Cyril Ramaphosa (n. 1952)            | 15 februarie 2018 | În funcție          | 7 ani, 104 zile                   |                   | Congresul Național African |